# کاپژمینای

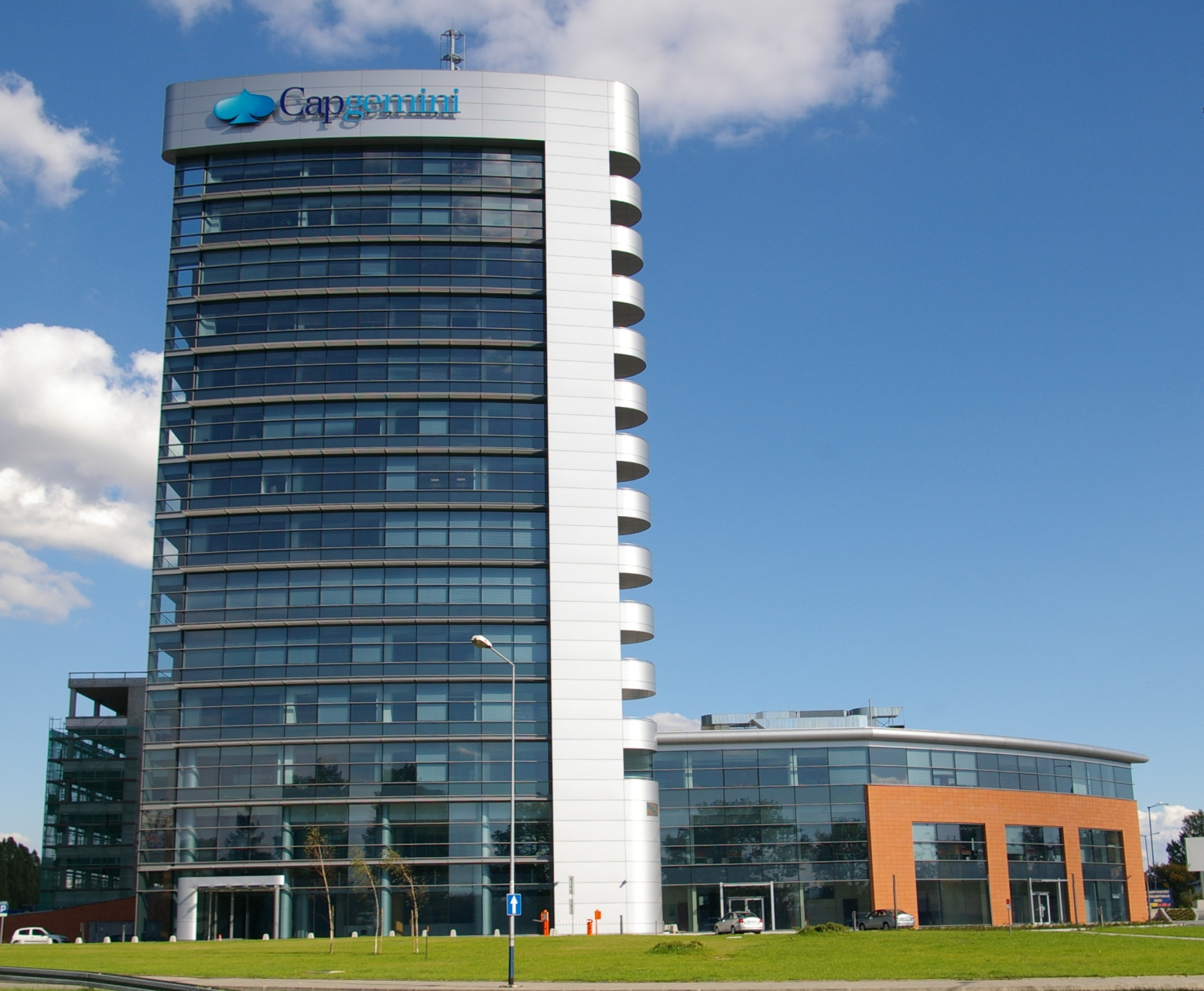
ساختمان اداری شرکت کاپژمینای در شهر کراکوف، لهستان

کاپژمینای (به فرانسوی: Capgemini) شرکت مشاوره فناوری اطلاعات فرانسوی و چندملیتی است، که در زمینه ارائه خدمات مشاوره اطلاعاتی، مشاور مدیریت، فناوری اطلاعات، خدمات حرفه‌ای و برون‌سپاری فعالیت می‌کند. دفتر مرکزی این شرکت در شهر پاریس مستقر می‌باشد.
تعداد کارکنان شرکت کاپژمینای بیش از ۱۹۰ هزار نفر است، که در ۴۸ کشور جهان فعالیت می‌نمایند. در حال حاضر بزرگترین شعبه بین‌المللی این شرکت در کشور هند مستقر است، که در ماه اکتبر سال ۲۰۱۲ در حدود ۴۰ هزار کارمند در آن اشتغال داشته‌اند.
شرکت کاپژمینای در سال ۱۹۶۷ توسط سرژ کامپف تأسیس شد. کامپ در حال حاضر رئیس هیئت مدیره این شرکت است. بخشی از سهام شرکت کاپژمینای در بازار بورس اوراق بهادار یورونکست پاریس مبادله می‌شود و جزئی از شاخص کاک ۴۰ به‌شمار می‌آید.